# Garrett P. Serviss
Garrett Putnam Serviss (24 de març de 1851 - 25 de maig de 1929) va ser un astrònom estatunidenc, popularitzador de l'astronomia i escriptor de ciència-ficció. Va néixer a Sharon Springs, Nova York, i es va especialitzar en ciències a la Universitat de Cornell. Es va graduar en dret a la Universitat de Colúmbia, però mai va treballar com a advocat. En canvi, el 1876 es va unir al personal del diari The New York Sun, treballant com a periodista fins al 1892, sota la direcció de l'editor Charles Dana.
Serviss tenia talent per explicar els detalls científics d'una manera que ho deixava clar al lector ordinari, i l'Andrew Carnegie el va convidar a lliurar les Urania Lectures el 1894 sobre astronomia, cosmologia, geologia i assumptes relacionats. Amb el suport financer de Carnegie, aquestes conferències van ser il·lustrades amb diapositives de llanterna màgica i altres efectes per mostrar eclipsis, suposats paisatges lunars, i molt més.
El tema favorit de Serviss era l'astronomia, i dels quinze llibres que va escriure, vuit estan dedicats a ella. Va treballar amb Max i Dave Fleischer en The Einstein Theory of Relativity (1923), una pel·lícula muda curta que es va estrenar en relació amb un dels seus llibres. També va escriure sis obres de ficció al llarg de la seva vida, totes les quals avui serien classificades com a ciència-ficció. Cinc d'aquests eren novel·les, i un era una història curta.
En la seva vida privada, Serviss era un escalador de muntanya entusiasta. Va descriure la seva arribada al cim del Matterhorn a l'edat de quaranta-tres anys com a part d'un esforç "per allunyar-se tant de la gravetat terrestre com fos possible.". El seu fill era el saltador olímpic Garrett Serviss.

### Divulgació científica
- Astronomy With an Opera Glass, 1888
- Pleasures of the Telescope, 1901
- Other Worlds: Their Nature, Possibilities and Habitability in the Light of the Latest Discoveries, 1901
- The Moon, 1907
- Astronomy With The Naked Eye, 1908
- Curiosities of the Sky, 1909
- Round the Year with the Stars, 1910
- Astronomy in a Nutshell, 1912
- The Einstein Theory of Relativity, 1923[4]

### Ciència i ficció
- Edison's Conquest of Mars,[5] 1898
- The Moon Metal, 1990 (història curta)
- A Columbus of Space, 1909 novel·la dedicada a Jules Verne i escrita en el seu estil
- The Sky Pirate, 1909
- The Second Deluge, 1911 novel[6]
- The Moon Maiden, 1915 novel